# David W. Bradley
David W. Bradley ist ein US-amerikanischer Computerspieledesigner und Programmierer. Bekannt ist er vor allem für die Computer-Rollenspiel-Reihe Wizardry, zu der er den fünften Teil entwickelte und ab Wizardry 6: Bane of the Cosmic Forge Chefentwickler war. Zudem entwickelte er mit seinem eigenen Unternehmen Heuristic Park die Spiele Wizards & Warriors und Dungeon Lords.

## Karriere
Ab Mitte der 1970er Jahre begann Bradley im College Rollenspiele zu spielen. Bradley studierte Musikwissenschaften, als er mit Kompositions-Software in Berührung kam. Er lernte selbst Programme für den Großrechner der Universität zu schreiben und begann schließlich auch Spiele zu programmieren. Dies führte letztlich zu einer Tätigkeit in der Software-Industrie als Spieledesigner und Programmierer.
Zu seinen frühen Werken zählt das rundenbasierte Strategiespiel Parthian Kings für Avalon Hill.
Ungefähr 1981 begann er mit der Entwicklung eines eigenen Computer-Rollenspiels. Als er es fertiggestellt hatte, sandte er das Spiel, welches er Dragon’s Breath nannte, zu einem Publisher. Erst ein Jahr später, als sich die Veröffentlichung von Wizardry 4 verzögerte, nahm ihn der Publisher Sir-Tech schließlich unter Vertrag um das Spiel als Teil der Wizardry-Reihe zu veröffentlichen. Nachdem er das Spiel mit Hilfe von Robert Woodhead bis 1986 entsprechend angepasst hatte, wurde es von Sir-Tech noch zwei Jahre zurückgehalten und erst 1988 als Wizardry 5: Heart of the Maelstrom veröffentlicht.
Als Woodhead 1988 Sir-Tech verließ, wurde Bradley Chefentwickler für die nachfolgenden Teile. Mit dieser neuen kreativen Freiheit veränderte er für die Titel Wizardry 6: Bane of the Cosmic Forge (1990) und Wizardry 7: Crusaders of the Dark Savant (1992) die alten Formel der Wizardry-Spiele und schuf ein neues RPG-System. Die beiden Spiele wurden von Kritikern gut aufgenommen und für ihr Gamedesign gelobt. Während der Entwicklung von Teil 7 wurde David Bradley in eine Klage von Robert Woodhead und Andrew Greenberg gegen Sir-Tech hineingezogen. Bei der Klage ging es um Tantiemen für die beiden Entwickler. Sowohl Bradley als auch Sir-Tech gaben jedoch an, dass Bradley keinerlei Verwicklung darin hätte. Nach einer Meinungsverschiedenheit mit Sir-Tech verließ Bradley die Firma allerdings nach der Fertigstellung von Wizardry 7. Im Anschluss entwickelte er das Actionspiel CyberMage (1995) für Origin Systems. Nachdem er 1995 selbst das Entwicklerstudio Heuristic Park gründete, realisierte er zunächst das Wizardry ähnliche Spiel Wizards & Warriors für Windows-PCs, welches 2000 von Activision veröffentlicht wurde. Im Anschluss entwickelte er mit seinem Unternehmen Heuristic Park das 2005 erschienene Action-Rollenspiel Dungeon Lords, das auch einen Mehrspieler-Modus beinhaltet. Dungeon Lords wurde für seinen unfertigen Zustand und eine Vielzahl an Bugs stark kritisiert und sei laut Meinung der Kritiker viel zu früh veröffentlicht worden. Das Spiel wurde jeweils nach Überarbeitungen durch Bradley mehrfach neu veröffentlicht (Collector′s Edition, Version MMXII, Steam Edition). Die Entwicklung eines Nachfolgers mit dem Titel The Orb and the Oracle wurde 2008 von JoWooD und Dreamcatcher Interactive bekannt gegeben. Ein Release wurde für den Winter 2008/2009 angekündigt, das Spiel ist jedoch nie erschienen und Publisher JoWooD wurde 2011 nach Insolvenz abgewickelt.

## Veröffentlichte Titel
- Gilbert: Escape from Drill (1989)
- Wizardry 5: Heart of the Maelstrom (1988)
- Wizardry 6: Bane of the Cosmic Forge (1990)
- Wizardry 7: Crusaders of the Dark Savant (1992)
- CyberMage: Darklight Awakening (1995)
- Wizards & Warriors (2000)
- Dungeon Lords (2005)